# Hans-Dieter Heumann
Hans-Dieter Heumann (* 29. Mai 1950 in Celle) ist ein deutscher Diplomat im Ruhestand und war Präsident der Bundesakademie für Sicherheitspolitik (BAKS).

## Biografie
Nach dem Schulbesuch studierte er bis 1972 zunächst an der Musikhochschule in Köln. Danach absolvierte er von 1972 bis 1978 ein Studium der Politikwissenschaft an der FU Berlin sowie der Universität Bonn, das er 1978 mit dem Staatsexamen in Wirtschafts- und Sozialwissenschaften abschloss.
1980 wurde er bei Karl Dietrich Bracher zum Dr. phil. der Politischen Wissenschaft promoviert und trat in den Diplomatischen Dienst ein  Nach Abschluss des Vorbereitungsdienstes war er zwischen 1982 und 1984 Mitarbeiter des Referats für Zentralamerika des Auswärtigen Amtes. Im Anschluss folgte zunächst eine Verwendung an der Ständigen Vertretung bei den Vereinten Nationen in New York, ehe er zwischen 1985 und 1987 Mitarbeiter des Kulturreferates der Botschaft in den Vereinigten Staaten von Amerika war.
Danach war er als ortsansässiger Fellow am Institut für Ost-West-Sicherheitsstudien (Institute for East-West Security Studies) in New York tätig. Nach seiner Rückkehr nach Deutschland war er zunächst von 1988 bis 1991 Mitarbeiter im Referat für Rüstungskontrolle und Abrüstung des Auswärtigen Amtes, ehe er zwischen 1991 und 1994 stellvertretender Leiter des Pressereferates der Botschaft in Russland war. 1994 kehrte er wieder ins Auswärtige Amt zurück und war dort zunächst Mitarbeiter des Planungsstabes und danach von 1997 bis 1998 Leiter des Parlaments- und Kabinettsreferats (Referat 011).
1998 wechselte er ins Bundesministerium der Verteidigung und war bis 2000 Referatsleiter für die NATO im Planungsstab des Bundesministeriums der Verteidigung.
2000 erfolgte seine Ernennung zum Politischen Gesandten an der Botschaft in Frankreich bis 2004 und als solcher zugleich zum Deutschen Vertreter im Deutsch-Französischen Sicherheitsrat. Nach der Absolvierung eines sechsmonatigen Kurses an der Bundesakademie für Sicherheitspolitik im Jahr 2005 war er zwischen 2005 und 2008 Politischer Gesandter an der Botschaft in den USA. Anschließend war er bis 2009 als Gastprofessor (Visiting Professor) an der School of Foreign Service der Georgetown University tätig. Zugleich war er Transatlantic Fellow am German Marshall Fund. 2009 wurde er als Nachfolger von Eberhard Kölsch Ständiger Vertreter beim Europarat in Straßburg.
Heumann war von 2011 bis 2015 Präsident der Bundesakademie für Sicherheitspolitik. Er war Nachfolger von Generalleutnant a. D. Kersten Lahl. Im Oktober 2015 übergab Heumann sein Amt an Karl-Heinz Kamp und trat in den Ruhestand.
Für seine Verdienste wurde er zum Commandeur des Ordre national du Mérite der Republik Frankreich ernannt.

## Veröffentlichungen
- mit Eva Karnofsky: Der Wahlkampf zum Europäischen Parlament. Eine Analyse europäischer Zeitungen (= Europäische Schriften des Instituts für Europäische Politik. Bd. 54). Europa-Union-Verlag, Bonn 1980.
- Deutsche Außenpolitik jenseits von Idealismus und Realismus. Mit einem Vorwort von Hans-Dietrich Genscher, Olzog, München 2001, ISBN 3-7892-8076-3.
- Hans-Dietrich Genscher. Die Biografie. Schöningh, Paderborn u. a. 2012, ISBN 978-3-506-77037-0.
- Europäische Integration und Nationale Interessenpolitik. Probleme der Forschung (= Hochschulschriften / Sozialwissenschaften. Bd. 17). Forum Academicum in der Verlagsgruppe Athenäum, Hain, Scriptor, Hanstein, Königstein 1980, ISBN 3-445-02082-5.

Daneben war er Verfasser einiger Aufsätze in Fachzeitschriften. Dazu gehören:
- Nationale Interessen und Sicherheit in Europa. In: Aus Politik und Zeitgeschichte. Bonn 8/1989.
- mit Alain Carton: L'architecture de sécurité européenne: Une tache franco-allemande. In: Relations Internationales et Stratégiques. Paris 18/1995.
- Multipolarität und „Europe Puissance“. In: Internationale Politik. Berlin April 2005.